# Frans Schartau (1836–1903)
Frans Thomas Schartau, född den 2 februari 1836 på Fogdarp i Bosjöklosters socken, Malmöhus län, död den 20 april 1903 i Stockholm, var en svensk militär. Han var brorson till Frans Schartau, bror till Carl Henric Schartau, far till Frans Albert Schartau samt morbror och svärfar till Ludvig Kiellander.
Schartau blev underlöjtnant vid Vendes artilleriregemente 1854, löjtnant där 1859, kapten där 1867 och major där 1882. Han blev artilleribefälhavare på Gotland 1884 och befordrades till överstelöjtnant vid Vendes artilleriregemente 1888. Schartau beviljades avsked 1894 och blev överste i armén. Han blev riddare av Svärdsorden 1875.